# Église Notre-Dame de Champ-Dolent
L'église Notre-Dame est une église catholique située à Champ-Dolent en France.

## Localisation
L'église est située dans le département français de l'Eure sur le territoire de la commune de Champ-Dolent, 181 rue de l'église.

## Historique
L'édifice est daté du XIIIe siècle pour la nef et le chevet. Le chœur est daté du XVIe siècle.
Compte tenu de la réalisation en 1967 d'une série de 8 vitraux évoquant Notre-Dame, due à François Décorchemont (1880-1971), l'édifice bénéficie du label « Patrimoine du XXe siècle ».
L'édifice est inscrit au titre des monuments historiques le 23 septembre 2010.

## Architecture et mobilier
L'édifice est construit en silex et en calcaire.